# ベルクール駅

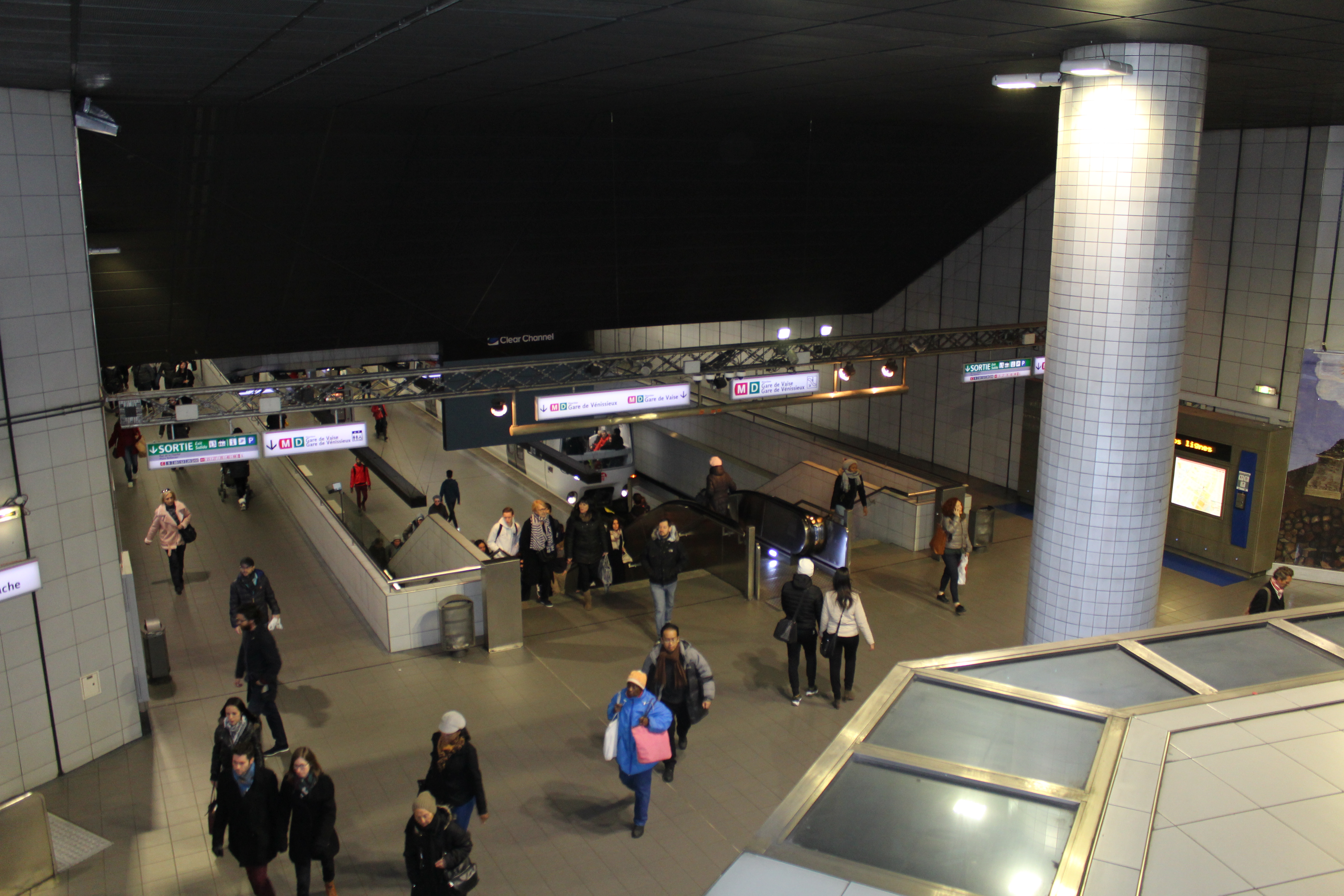
A線ホームから見るコンコースとD線（2017年）

ベルクール駅（ベルクールえき、フランス語: Bellecour）は、フランスのリヨン2区にあるリヨン・メトロの駅である。A線は1978年に、D線は1991年に開業した。
A線とD線の乗換え駅であり、リヨンの中心地ベルクール広場に位置するため、非常に多くの人が利用する。

## 歴史
- 1978年5月2日：A線の開通に伴い、開業。
- 1991年9月9日：D線が開通。乗換え駅となる。
- 2016年7月から2017年：A線ホームを中心に改修工事を実施。

## 駅構造
A線は相対式ホーム2面2線、D線は島式ホーム1面2線を有する地下駅である。A線は地下1階、D線は地下3階に位置し、地下2階に乗換え用のコンコースがある。A線のプラットホームは6両分に対応している。

## 駅周辺
- ベルクール広場
  - 観光案内所
- パテ・ベルクール・シネマ・マルチプレックス
- オテル＝デュー・ドゥ・リヨン（フランス語版）
- ジャコバン広場（フランス語版）
- セレスタン劇場（フランス語版）

## 隣の駅
リヨン・メトロ
 A線
アンペレ＝ヴィクトル・ユーゴー駅  - ベルクール駅 - コルディリエ駅
 D線
ヴュー・リヨン＝カテドラル・サン＝ジャン駅  - ベルクール駅 - ギヨティエール＝ガブリエル・ペリ駅